# Saint-Jean-de-Thurigneux
Saint-Jean-de-Thurigneux là một xã ở tỉnh Ain, vùng Auvergne-Rhône-Alpes thuộc miền đông nước Pháp.